# Cantone di Saint-Seine-l'Abbaye
Il Cantone di Saint-Seine-l'Abbaye era una divisione amministrativa dell'arrondissement di Digione.
A seguito della riforma approvata con decreto del 18 febbraio 2014, che ha avuto attuazione dopo le elezioni dipartimentali del 2015, è stato soppresso.

## Composizione
Comprendeva i comuni di:
- Bligny-le-Sec
- Champagny
- Chanceaux
- Curtil-Saint-Seine
- Francheville
- Frénois
- Lamargelle
- Léry
- Panges
- Pellerey
- Poiseul-la-Grange
- Poncey-sur-l'Ignon
- Saint-Martin-du-Mont
- Saint-Seine-l'Abbaye
- Saussy
- Trouhaut
- Turcey
- Val-Suzon
- Vaux-Saules
- Villotte-Saint-Seine